# Provincia Autonoma di Kosovo e Metochia (1946-1974)
La Provincia Autonoma di Kosovo e Metochia (in serbo-croato Аутономна Покрајина Косово и Метохиja?, Autonomna Pokrajina Kosovo i Metohija) è stata la denominazione ufficiale dell'attuale territorio del Kosovo dal 1946 al 1974 e dal 1990 al 1999. La provincia, abitata nella stragrande maggioranza da popolazione di lingua albanese con una minoranza serba era costituita dai territori del Kosovo e della Metohija. Il capoluogo era Pristina.

## Storia
La Provincia Autonoma di Kosovo e Metochia venne costituita nel 1946 in seno alla Repubblica Popolare di Serbia la principale delle repubbliche che costituivano la Repubblica Federativa Popolare di Jugoslavia, ma venne ufficialmente istituita dalla costituzione nel 1963.
Il Kosovo era stata una provincia ottomana di origine albanese e alla vigilia dello scoppio della prima guerra mondiale il 30 maggio 1913 parte del territorio venne assegnato alla Serbia dal Trattato di Londra, che pose fine alla prima guerra balcanica.
Nel 1946 quel che restava della vecchia provincia ottomana venne divisa tra la Repubblica Popolare di Macedonia, inclusa la vecchia capitale Skopje, mentre una minima parte venne incorporata alla Repubblica Popolare di Montenegro e la restante parte andò a formare una provincia autonoma all'interno della Repubblica Popolare di Serbia.
La Provincia Autonoma di Kosovo e Metohija venne ufficialmente costituita come provincia autonoma della Repubblica Socialista di Serbia con la costituzione del 1963, anche se il regime comunista impedì il rientro di molti di rifugiati serbi. Gli anni settanta videro accrescere l'autonomia, fino a diventare nel 1974 una delle unità federali della Repubblica Socialista Federale di Jugoslavia prendendo la denominazione di Provincia Socialista Autonoma del Kosovo.